# Albert Hague
Albert Hague, pseudonimo di Albert Marcuse (Berlino, 13 ottobre 1920 – Marina del Rey, 12 novembre 2001), è stato un attore e compositore tedesco naturalizzato statunitense, noto al grande pubblico per la sua interpretazione del professor Benjamin Shorofsky nel film Saranno famosi e nella serie televisiva omonima.

## Biografia
Figlio di uno psichiatra e di una campionessa di scacchi di origine ebraica, fuggì da Berlino assieme a sua madre poco prima di dover entrare nella gioventù hitleriana. Scapparono prima a Roma e poi in America nel 1939, grazie a una borsa di studio musicale presso l'Università di Cincinnati ottenuta da sua sorella, che viveva in Ohio. Tuttavia, siccome il suo status di immigrazione non era in regola, fu adottato da un chirurgo oculista associato all'università. Dopo la laurea, conseguita nel 1942, prestò servizio nella banda di servizio speciale dell'esercito degli Stati Uniti durante la seconda guerra mondiale. 
I suoi musical a Broadway includono Plain and Fancy, Redhead, Cafe Crown, e The Fig Leaves Are Falling. Tra le sue canzoni più celebri figurano Young and Foolish, Look Who's in Love e Did I Ever Really Live?. Ha composto le musiche del film animato Come il Grinch rubò il Natale, oltre ad alcune canzoni di Dr. Seuss' How The Grinch Stole Christmas! The Musical.
È morto per un tumore il 12 novembre 2001, a 81 anni, all'ospedale di Marina del Rey in California.

## Vita privata
Nel 1951 ha sposato l'attrice e cantante Renee Orinda, con cui ha avuto due figli.

## Filmografia parziale
- Saranno famosi (Fame), regia di Alan Parker (1980)
- Saranno famosi (Fame) – serie TV, 130 episodi (1983-1987)
- Nightmares - Incubi (Nightmares), regia di Joseph Sargent (1983)
- Space Jam, regia di Joe Pytka (1996)
- Storia di noi due (The Story of Us), regia di Rob Reiner (1999)

## Doppiatori italiani
Nelle versioni in italiano delle opere in cui ha recitato, Albert Hague è stato doppiato da:
- Alessandro Sperlì in Saranno famosi (film)
- Sergio Tedesco in Saranno famosi (st. 1)
- Elio Pandolfi in Saranno famosi (st. 2-3)
- Sergio Graziani in Saranno famosi (st. 4 e 6)
- Sergio Fiorentini in Saranno famosi (st. 5)
- Vincenzo Ferro in Space Jam
- Domenico Crescentini in Storia di noi due